# 阿提米絲·克羅克
阿提米絲·克羅克（Artemis Crock）是美國DC漫畫的角色。首次登場於《Infinity, Inc.》#34 (1987年1月)，她既是一個超級反派又是超級英雄，通常使用她的名字作為她的別名。 她也是使用母老虎 (Tigress)這個名字。
其他媒體中，這個角色在動畫影集《 少年正義聯盟》中扮演了一個重要的超級英雄角色。而CW電視劇《綠箭俠》中，阿提米絲由麥迪森·麥勞夫林飾演。她的原型來自是阿提米絲和Evelyn Crawford Sharp的角色組合。她是綠箭小隊的成員，但也是普羅米修斯的內應。

## 其他媒體

### 影集
- 2010年劇集《蝙蝠俠智勇悍將》“Aquaman's Outrageous Adventure！”中扮演一個小角色。 阿提米絲·克羅克（穿著Tigress服裝）與父母運動大師及女獵手渡過一個家庭假期。
- 2011年動畫影集《少年正義聯盟》出現青少年版的阿提米絲·克羅克（Artemis Crock）為主要角色，由史蒂芬妮·勒米林配音。 第一季以綠箭俠的姪女登場，使用代號「阿提米絲」，後續才與小隊坦白是反派運動大師及女獵手的女兒，最後與閃電小子成為情侶。第二季與閃電小子退休，應夜翼要求與海少俠臥底光明會使用代號「母老虎」，最後因閃電小子犧牲，她決定繼續使用「母老虎」。第三季與紅箭複製人威爾·哈珀同住，一同照顧姐姐柴郡猫（英语：Cheshire (comics)）的女兒，與其產生淡淡情素。
- 綠箭宇宙：主線劇情出現《綠箭俠》本名Evelyn Crawford Sharp，角色原型參考阿提米絲·克羅克及Evelyn Crawford Sharp，由麥迪森·麥勞夫林飾演。
  - 2016年《綠箭俠》第四季，她是一名明星體操運動員，在她的家人成為H.I.V.E.測試對象之後，讓伊芙琳成為唯一的倖存者。她在勞雷爾・蘭斯去世後，成為黑金絲雀的冒名頂替者。第五季她成為綠箭小隊的成員，但也是普羅米修斯的內應，最後於煉獄島爆炸後下落不明。
  - 2017年《明日傳奇》第二季，末日軍團使用命運之矛所改變的世界中，阿提米絲所使用的面具出現在達米爾·達克（英语：Damien Darhk）的紀念品櫃。
- 阿提米絲·克羅克 出現在 《逐星女 (電視劇)》中，由 Stella Smith 飾演。 這個版本是藍谷高中的一名運動型學生。

### 電影
- 2014年阿提米絲的少年正義聯盟版本與神力女孩、扎坦娜和火星小姐作為主場觀眾一起出現於《史酷比：格鬥狂熱迷》[1][2]。
- 2018年阿提米絲的少年正義聯盟版本客串於《 電影少年悍將GO！》

### 電子遊戲
- 2013年阿提米絲·克羅克是電子遊戲《Young Justice：Legacy》中的一個可使用角色，同樣由史蒂芬妮·勒米林配音。
- 2018年阿提米絲·克羅克作為Tigress和Artemis在《樂高DC超級反派》中可扮演角色。

### 腳註
1. ↑  . Theouthousers.com. 2014-03-13  [2015-11-24]. （原始内容存档于2016-04-09）.
2. ↑  Albert Ching. . Spinoff.comicbookresources.com.   [2015-11-24]. （原始内容存档于2015-09-28）.

### 外部連結
- Artemis Crock: The Complete History
- Comic Book Database: Tigress III （页面存档备份，存于）
- Cosmic Team Profile
- Hawkman Villains Profile （页面存档备份，存于）
- Tigress Rap Sheet （页面存档备份，存于）
- The Unofficial Tigress III Biography